# Episodi di Mike Hammer investigatore privato (seconda stagione)
La seconda stagione della serie televisiva Mike Hammer investigatore privato è stata trasmessa in anteprima negli Stati Uniti d'America dalla CBS tra il 29 settembre 1984 e il 12 gennaio 1985.
| nº | Titolo originale      | Titolo italiano | Prima TV USA      | Prima TV Italia |
| -- | --------------------- | --------------- | ----------------- | --------------- |
| 1  | Torch Song            |                 | 29 settembre 1984 |                 |
| 2  | Too Young to Die      |                 | 6 ottobre 1984    |                 |
| 3  | Kill Devil            |                 | 13 ottobre 1984   |                 |
| 4  | Catfight              |                 | 20 ottobre 1984   |                 |
| 5  | Warpath               |                 | 27 ottobre 1984   |                 |
| 6  | Bonecrunch            |                 | 3 novembre 1984   |                 |
| 7  | Dead Card Down        |                 | 10 novembre 1984  |                 |
| 8  | The Deadly Prey       |                 | 10 novembre 1984  |                 |
| 9  | A Death in the Family |                 | 24 novembre 1984  |                 |
| 10 | Cold Target           |                 | 1º dicembre 1984  |                 |
| 11 | A Bullet for Benny    |                 | 8 dicembre 1984   |                 |
| 12 | Dead Man's Run        |                 | 29 dicembre 1984  |                 |
| 13 | Firestorm             |                 | 5 gennaio 1985    |                 |
| 14 | Deadly Reunion        |                 | 12 gennaio 1985   |                 |